# 224591 Fattig
224591 Fattig è un asteroide della fascia principale esterna. Scoperto nel 2005, presenta un'orbita caratterizzata da un semiasse maggiore pari a 3,008382 UA e da un'eccentricità di 0,053747, inclinata di 3,489570° rispetto all'eclittica.
È dedicato a Eric D. Fattig, fisico membro del team NASA New Horizons Solar Wind Around Pluto.